# Seleção Brasileira de Voleibol Sentado Masculino
Seleção brasileira de voleibol sentado masculino é a seleção nacional de voleibol sentado adulta profissional brasileira, organizada e gerenciada pela Confederação Brasileira de Voleibol para Deficientes (CBVD). A estreia da seleção em competições internacionais foi nos Jogos Parapan-Americanos de 2003, realizados em Mar del Plata, na Argentina. Os principais resultados em âmbito internacional são o vice campeonato mundial, em 2014, e o tricampeonato nos Jogos Parapan-Americanos, em 2007, 2011 e 2015. Atualmente ocupa o segundo lugar geral do Ranking do World ParaVolley.

## História

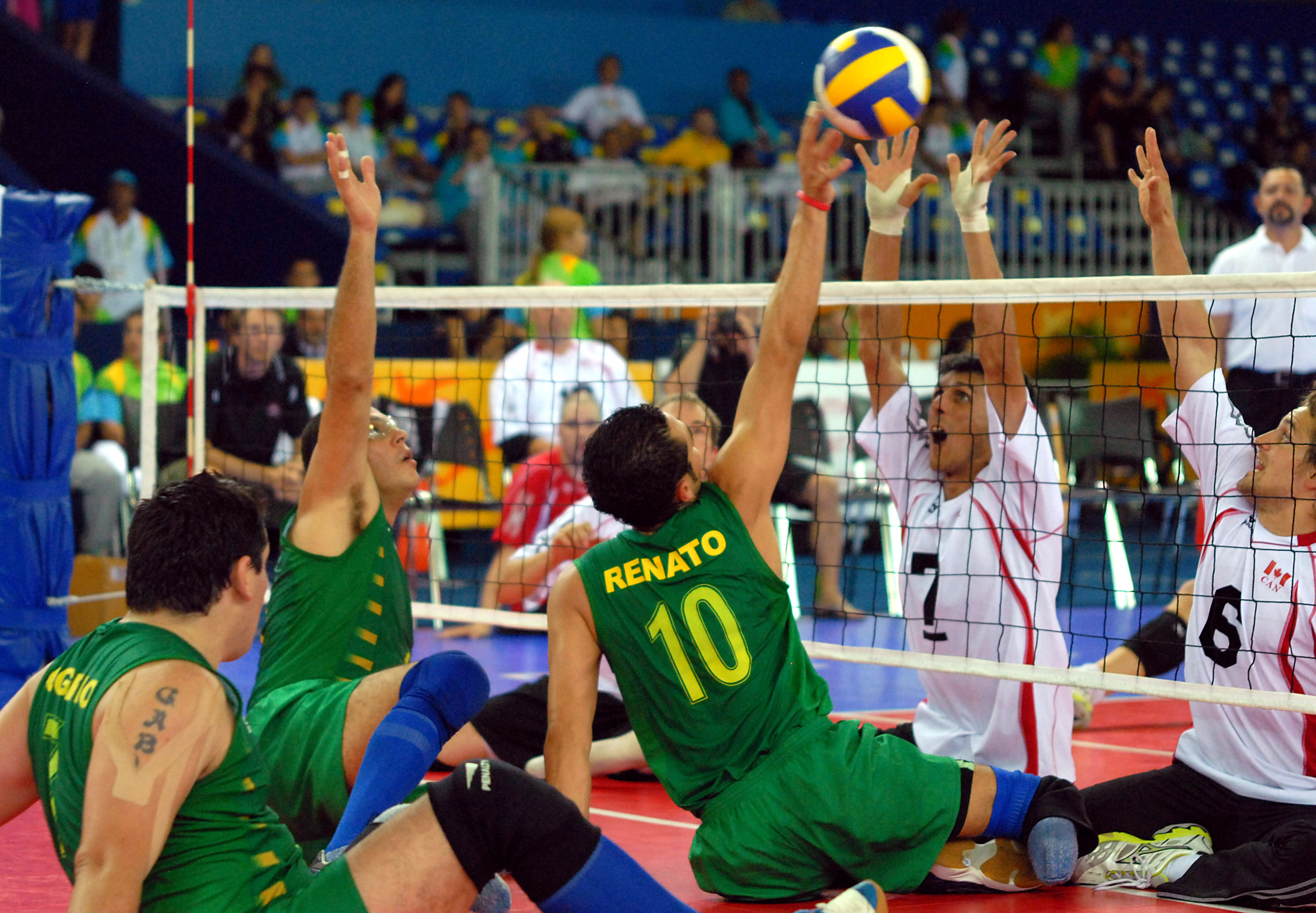
Seleção brasileira durante partida contra o Canadá nos Jogos Parapan-Americanos do Rio.

O vôlei sentado surgiu em 1956 e debutou nos Jogos Paraolímpicos na sexta edição do evento, realizada em 1980, em Arnhem, nos Países Baixos. Apenas em 2002 a modalidade passou a ser praticada no Brasil, através de um torneio organizado pelo professor Ronaldo Gonçalves de Oliveira, disputado em Mogi das Cruzes. Em 7 de abril de 2003, a Confederação Brasileira de Voleibol para Deficientes foi fundada e no mesmo ano a seleção brasileira foi formada, fazendo a estreia em campeonatos internacionais nos Jogos Parapan-Americanos de 2003, obtendo a medalha de prata.
Nos jogos seguintes, a equipe brasileira surpreendeu o time americano, considerado favorito. Após perder a partida da fase inicial por 3 sets a 0, o Brasil venceu a final por 3 a 2, conquistando uma inédita medalha de ouro, no Rio de Janeiro. O título classificou o conjunto brasileiro para os Jogos Paralímpicos de 2008. Na primeira participação em Paraolimpíadas, a seleção brasileira terminou na sexta posição, com duas vitórias (sobre Japão e Iraque) e três derrotas (Egito, Irã e China).
Em 2011, no Parapan de Guadalajara, a equipe brasileira estreou com derrota para os Estados Unidos por 3 sets a 2. Enfrentando o conjunto americano novamente, na final, o time brasileiro venceu por 3 a 1, obtendo o bicampeonato parapan e a vaga nos Jogos Paralímpicos de Londres. Nas Paraolimpíadas, o Brasil venceu duas partidas e perdeu duas na fase classificatória. Vencida pela Rússia por 3 a 2 nas quartas de final, a equipe brasileira superou o Reino Unido e em seguida o Egito, para assegurar a quinta colocação, melhorando o resultado alcançado em Pequim 2008.

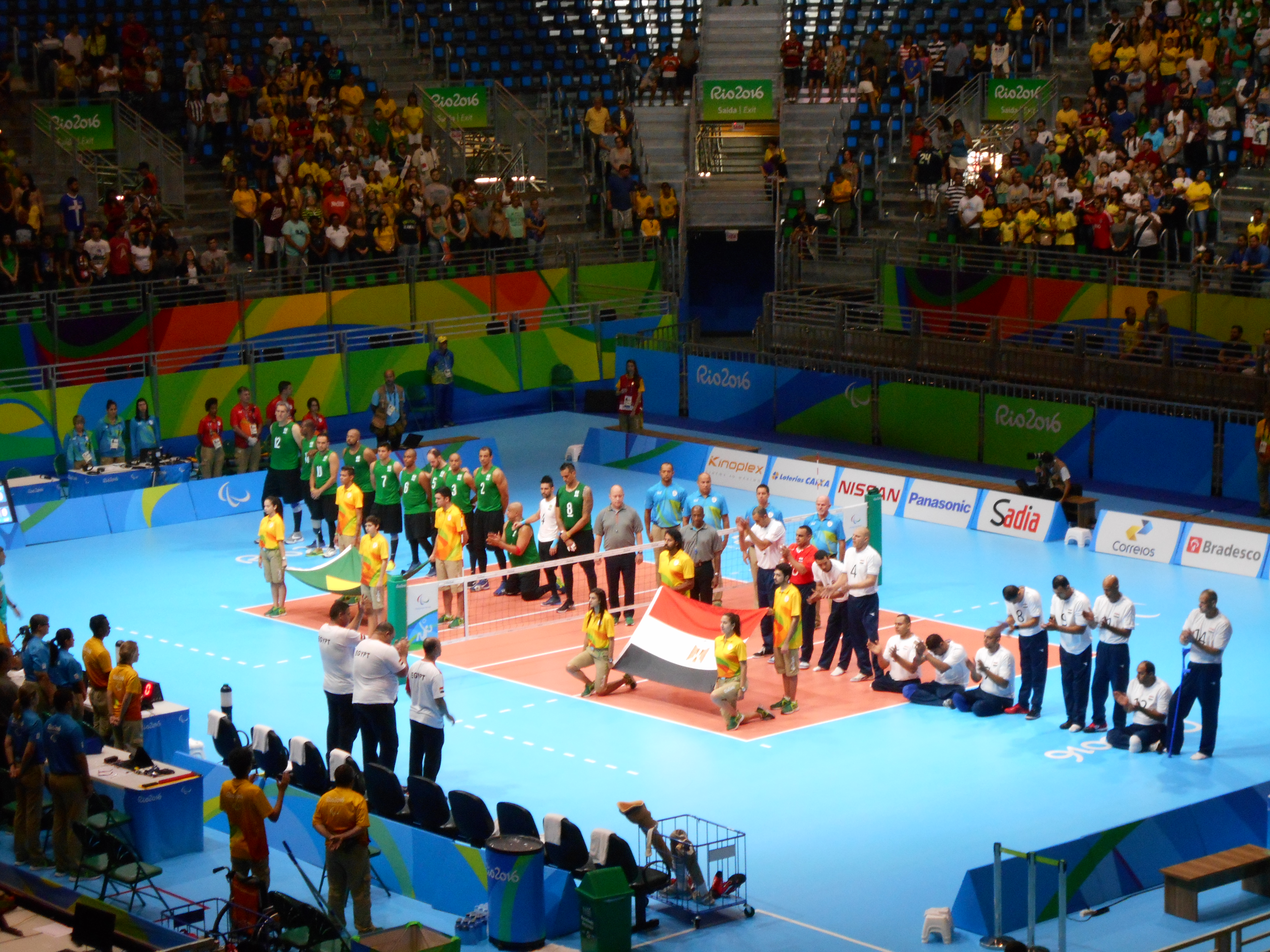
Jogo entre Brasil e Egito nas Paraolimpíadas do Rio.

No Campeonato Mundial de 2014, o conjunto brasileiro avançou pela primeira vez a semifinal, após derrotar a Polônia nas oitavas de final e a Rússia nas quartas de final. Com uma vitória sobre o Irã por 3 a 2, o time brasileiro classificou-se para a final, na qual perdeu para a Bósnia e Herzegovina por 3 a 1. No ano posterior, em Toronto, o Brasil conquistou o tricampeonato nos Jogos Parapan-Americanos, perdendo apenas um set em toda a competição. Considerada a favorita para vencer o torneio, a seleção brasileira derrotou a americana por 3 a 1 na primeira fase e por 3 a 0 na final.
Nos Jogos Paralímpicos do Rio de Janeiro, a equipe brasileira chegou pela primeira vez a semifinal após vencer os Estados Unidos, perder para o Egito e ganhar da Alemanha na fase inicial. Derrotado na semi pelo Irã por 3 a 0, o conjunto brasileiro foi novamente superado pelo Egito por 3 a 2 na disputa da medalha de bronze. Apesar da derrota, o quarto lugar é o melhor resultado do Brasil nas Paraolimpíadas.

## Categorias de base
O vôlei sentado estreou nos Jogos Parapan-Americanos de Jovens na quarta edição do evento, realizada em 2017, em São Paulo. Para o campeonato no Parapan de Jovens, o esporte foi adaptado e disputado com equipes de três jogadores, com idade entre 14 e 20 anos. A seleção brasileira conquistou a medalha de bronze ao vencer a República Dominicana por 3 sets a 0 na disputa do terceiro lugar.